# Font del Boix (Sant Quirze Safaja)
La Font del Boix és una font del terme municipal de Sant Quirze Safaja, a la comarca del Moianès.
Està situada a 650 metres d'altitud, a la dreta del torrent de la Font del Boix, a ponent de Can Romera.